# República de Tanganyika
La República de Tanganyika fou un estat independent que va existir entre el 9 de desembre de 1962 i el 27 d'abril de 1964 quan es va unir a Zanzíbar i va agafar el nom de República Unida de Tanganyika i Zanzíbar. Entre el 9 de desembre de 1962 i l'1 de desembre de 1963 fou un estat de la Commonwealth (Estat de Tanganyika) sota la reina d'Anglaterra representada per un governador general.

## Història
El 2 de setembre de 1960 s'havia instal·lat en el mandat de Tanagnyika el primer govern responsable dirigit per Julius Kambarage Nyerere com a ministre principal, convertit l'1 de maig de 1961 en primer ministre, com a cap del partit majoritari, la Unió Nacional Africana de Tanganyika (Tanganyika African National Union, TANU). La bandera del TANU era verda, negre i vermella hortitzontal i com a bandera oficiosa del règim autònom es va adoptar una de similar, verde, negre i verde horitzontal, que després fou arranjada adequadament per esdevenir oficial pel Consell d'Heràldica de Londres incorporant una fimbriació daurada reglamentària per separar dos colors forts. El gener es va fer una reunió del Moviment per la Llibertat de l'Àfrica Oriental i Central a Nairobi on Nyerere va proposar una federació dels quatre estats de l'Àfrica oriental, però era una proposta massa matinera que no es va concretar.
El gabinet de Nyerere era multiracial en el que el ministre de Finances era el súbdit britànic Sir Ernest Vasey. Nyerere havia pressionat a l'assemblea per donar la nacionalitat a tots els residents que ho sol·licitessin i en accedir a l'autonomia plena l'1 de maig va demanar als dos mil funcionaris britànics de romandre als seus llocs.
Una fam provocada per la sequera va afectar el país i la RAF va haver de fer vol d'emergència per portar aliments. El maig com a primera mesura del govern autònom es va establir un pla de foment econòmic de tres anys amb una despesa de 24 milions de lliures esterlines. Nyerere va visitar Londres i l'Alemanya Occidental (RFA).
L'octubre es va reunir a Dar es Salaam el Moviment per la Llibertat de l'Àfrica Oriental i Central amb motiu de l'alliberament de Jomo Kenyatta, al que van voler honorar. El 9 de desembre (inicialment estava previst el 28 de desembre però es va avançar per motius d'agenda dels delegats a les festes) es va proclamar la independència. Fou hissada la nova bandera nacional que era l'oficiosa amb l'arranjament establert de la separació groga entre negre i verd.
El 22 de gener de 1962 Nyerere va renunciar al càrrec de primer ministre per dedicar-se al partit i fou nomenat pel càrrec vacant Rashidi Mfaume Kawawa. La renúncia de Nyerere va portar alguns conflictes racials; cinc europeus van ser expulsats i el ministre de Finances, britànic, va dimitir; hi va haver manifestacions d'estudiants contra el règim que virtualment era de partit únic i el govern es va enfrontar també als sindicats quan es va ordenar que totes les disputes laborals havien de ser sotmeses a l'arbitratge governamental. El febrer el Moviment per la Llibertat de l'Àfrica Oriental i Central va fer una conferència a Addis Abeba i es va crear una Organització de Serveis Comuns per a l'Àfrica Oriental, que volia ser un embrió de federació.
El març es va produir una reorganització ministerial i el president de la federació de sindicats Kamaliza va entrar al govern, i el secretari del sindicat de ferroviaris fou nomenat alt comissari a Londres. El juny Tumbo va renunciar per assolir la direcció del Partit Democràtica Popular de l'oposició en el que va fer campanya contra les mesures antidemocràtiques del govern.
El 22 de juny l'assemblea nacional va aprovar diverses esmenes i mesures per convertir al país en República. El setembre es va posar en vigor la llei sobre detenció preventiva que el govern declarava era per protegir les institucions democràtiques. El novembre es van fer les eleccions presidencials, i l'home fort del règim, Nyerere va guanyar amb escreix amb 1.123.553 vots contra 21.279 del seu màxim rival, Zuberi Mtemvu, del Partit del Congrés Nacional Africà de Tanganyika.
El 9 de desembre de 1962 es va proclamar la República de Tanganyika i Julius Nyerere fou declarat primer president. El càrrec de primer ministre d'acord amb la constitució, havia estat abolit. Kawawa que exercia el càrrec, fou designat vicepresident, tot i que les seues funcions foren similars.
El gener del 1963 a la conferència anual del partit TANU, Nyerere va anunciar una reforma constitucional per l'establiment del règim de partit únic. En aquesta línia, dirigents polítics com Zuberi del Partit del Congrés Nacional Africà, Bryceon, ministre de raça blanca, i Amir Jamal, líder hindú van ingressar al TANU. El 24 d'abril el ministre d'Interior Lusinde va anunciar la posada en vigor d'una llei més dura per combatre la delinqüència que comportava l'establiment de càstigs corporals; contra això es van manifestar moltes veus inclosa la del bisbe anglicà de Masasi, Huddleston. El dret de vaga també s'havia retallat el 1962 amb la imposició d'una sèrie de tràmits previs que les fien quasi impossibles; a aquesta llei s'havia oposat Victor Mkello, president de la Federació de Sindicats. El gener hi va haver algunes vagues (il·legals) a plantacions de sisal (que van afectar el 75% d'aquest sector) i Mkello i altres sindicalistes foren confinats en un lloc allunyat a la frontera amb Rhodèsia.
Nyerere va assistir a la conferència de l'Organització de la Unitat Africana a Addis Abeba, junt amb altres 24 caps d'estat i va donar suport a dedicar l'1% del pressupost de cada estat a alliberar el continent del colonialisme. Es va crear una oficina d'alliberament a Dar es Salaam dirigida per un comitè de 9 estats entre els quals Tanganyika.
El 17 de gener de 1964 es van enviar policies a Zanzíbar a petició de les autoritats republicanes d'aquest país (130 policies). El 20 de gener de 1964 es van amotinar el soldats del primer batalló de Rifles de Tanganyika a Colito prop de la capital i van arrestar als seus oficials, la majoria britànics, dirigint-se cap a Dar es Salaam als carrers de la qual es van produir tirotejos i saquejos. Van morir 14 persones i 120 van ser ferides. La revolta segons el caporal Daudi Kiyangi, era un afer exclusivament militar, contra tenir oficials britànics i estar mal pagats. Nyerere va fugir de la capital al sospitar un cop d'estat; el dia 23 es va saber de motins similars a Uganda i Kenya. El 24 Nyerere va demanar ajut als britànics com els seus veïns. El dia 25 van desembarcar soldats britànics del portaavions Centaur i van ocupar els llocs estratègics de la capital i van desarmar als amotinats; tres d'aquestos van morir. En dies successius les forces armades foren reorganitzades.
El consell de ministres de la OUA fou convocat per Nyerere el 12 de febrer per plantejar la humiliació que suposava haver de cridar a forces estrangeres. Es va crear un comitè de 12 països per crear tropes conjuntes per resoldre afers similars i substituir als britànics. Pocs dies després tropes nigerianes van arribar al país i van substituir als britànics. Van romandre al país fins al setembre.
L'abril Nyerere va viatjar a Zanzíbar i el dia 23 es va anunciar la unió dels dos països que es va produir oficialment el dia 27. Naixia la República Unida de Tanganyika i Zanzíbar. Julius Nyerere fou designat president de la Unió i Abeid Amani Karume de Zanzíbar fou designat vicepresident, i el vicepresident Kawawa passava a ser segon vicepresident. Un dels dos vicepresidents segons la constitució havia de ser de Zanzíbar. La constitució vigent seria la de Tanganyika amb les modificacions adequades pel funcionament de l'assemblea i l'executiu de Zanzíbar, país que deixava els afers exteriors i la defensa a Tanganyika. Els 32 membres del Consell Revolucionari ingressaven a l'assemblea de Tanganyika fins a la cerebració d'eleccions. Es va formar un govern de 21 membres més el president i els dos vicepresidents; 5 ministres eren de Zanzíbar.
El maig es va jutjar als amotinats; la pena més alta fou de 15 anys (1) i després 10 anys (10) i 3 anys (5). El juny el vicepresident Kawawa va visitar Xina Popular (on va obtenir crèdits per 60 milions de dòlars) i l'agost la Unió Soviètica, Polònia i Txecoslovàquia (amb crèdits per 84 milions de dòlars). L'agost també van arribar instructors canadencs alemanys (occidentals) i xinesos, per entrenar al nou exèrcit nacional. Xina va enviar també armament. El 17 de setembre van retornar a Nigèria les forces que havien estat destinades al país. El 5 d'octubre l'Exèrcit d'Alliberament Popular de Zanzíbar va quedar unit a l'Exèrcit de Tanganyika sota la direcció suprema del brigadier Sarakiya, cap de les forces tanganyikeses des del 28 de gener.
El 29 d'octubre (amb efectes del dia 30) el nom es va comprimir a República Unida de Tanzània i el novembre es va fer una reorganització ministerial en la que l'esquerrà Babu de Zanzíbar va passar a ser ministre de Comerç i Cooperatives, i Abdulla Kassim Hanga, ex primer ministre de Zanzíbar, que era ministre de Industria i Energia, va rebre la cartera d'Afers de la Unió.

## Escut
L'escut fou el mateix que l'actual de Tanzania únicament amb un lleuger canvi: la bandera de Tanganyika que figurava al centre fou substituïda per la de Tanzània i sota aquesta un camp de gules (o bandera vermella) representant a Zanzíbar; de la torxa abans en primera línia, només va quedar la part superior en l'antic camp de gules que va passar a ser daurat. Les figuras sobreposades (abans el peu de la torxa amb quatre cercles) van ser substituïdes per dos destrals creades i una llança en vertical. El model actual fou adoptat el 20 de juny de 1964.

## Banderes
A més de les banderes ja esmentades abans, el governador general, representant de la reina, va utilitzar per un any (9 de desembre de 1961 a 9 de desembre de 1962) la clàssica bandera blava amb la corona Tudor i lleó coronatdaurat al seu damunt; a la part inferior una cinta daurada amb el nom "Tanganyika" en negre. Des de l'1 de desembre de 1963 el president de Tanganyika, després Tanganyika i Zanzíbar va usar bandera verde amb una vora blava als quatre costats i al centre l'escut nacional. Quan la bandera d'estat i l'escut foren modificats el 20 de juny de 1964, aquesta bandera va quedar modificada en quant l'escut.

Bandera de la Unió Nacional Africana de Tanganyika, TANU
Bandera no oficial dl'1 de maig de 1961 al 9 de desembre de 1961
Bandera del "Dominion" de Tanganyika adoptada el 9 de desembre de 1961, de la República de Tanganyka el 9 de desembre de 1962 i de la República Unida de Tanganika i Zanzibar del 27 d'abril al 20 de juny de 1964
Bandera de la República Unida de Tanganyika i Zanzibar adoptada el 20 de juny de 1964